# Ото I фон Брена
Ото I фон Брена (на немски: Otto I von Brehna; † 23 декември 1203 в Брена) от род Ветини е граф на Брена, Гомерн и Йесен (1182 – 1203).
Той е големият син на граф Фридрих I фон Брена († 1182) и съпругата му Хедвиг (Хедвика) Пршемисловна от Бохемия-Ямниц († 1210/1211), дъщеря на граф Диполд I († 1167). Баща му е син на маркграф Конрад I фон Майсен.
Той управлява заедно с брат си Фридрих II. Двамата са на страната на крал Филип Швабски. С братовчед му Улрих фон Ветин той побеждава противниците си в битките при Ландсберг и Цьорбиг.
През 1201 г. двамата братя подаряват манастир в Брена. Ото I умира на 23 декември 1203 г. и е погребан в манастир Брена. Брат му Фридрих управлява след това сам графството Брена.